# Tierra Amarilla, New Mexico
Tierra Amarilla är administrativ huvudort i Rio Arriba County i New Mexico. Enligt 2020 års folkräkning hade Tierra Amarilla 297 invånare.